# Xã Kilborn, Quận Grant, South Dakota
Xã Kilborn (tiếng Anh: Kilborn Township) là một xã thuộc quận Grant, tiểu bang Nam Dakota, Hoa Kỳ. Năm 2010, dân số của xã này là 144 người.